# Де Квай, Ян
Ян де Квай (нидерл. Jan de Quay; 26 августа 1901, Хертогенбос — 4 июля 1985, Берс) — голландский психолог, политик, общественный деятель. Занимал должность министра обороны Нидерландов в 1959 году, а также премьер-министра Нидерландов с 1959 по 1963 год.

## Биография
Ян де Квай родился 26 августа 1901 года в городе Хертогенбос, провинция Северный Брабант. Его отцом был генерал-лейтенант Рудольф ван де Квай (1868—1933), мать — Джоанна Элиза Роза ван де Мортел. Ян получил среднее образование в иезуитской школе, но не продолжил дальнейшее обучение на священника, как того от него ожидали. Вместо этого он решил изучить психологию в Утрехтском университете. 8 августа 1927 году женился на местной девушке — Марие Хуберте Вильгельме ван дер Ланде. В браке у пары появилось девять детей: пять мальчиков и четыре девочки. После выпуска Ян был назначен на должность преподавателя психологии в Католическом экономическом университете в Тилбурге (нидерл. Katholieke Economische Hogeschool te Tilburg). В 1933 году он сменил профессора Л. Трибелса на должности профессора теории бизнеса и психотехники.
В 1940—1941 годах де Квай вместе с Луисом Эйнтховеноми Хансом Линторстом Хоманом организовали триумвират, что возглавил «Голландский союз». В июле 1942 года по июнь 1943 года де Квай был взят оккупантами в заложники и был сослан в лагерь для интернированных Синт-Михилсгестел в Харене. В то же время его жена и их дети были отправлены в Хинсерхоф, муниципалитет Берс. Чтобы не быть военнопленным де Квай совершает побег и скрывается. В октябре 1944 года он получил назначение на должность председателя Совета генеральных комиссаров по сельскому хозяйству, промышленности и торговли (нидерл. College van Algemene Commissarissen voor Landbouw, Nijverheid en Handel) на территории освобождённых южных земель. Впоследствии де Квай был назначен комиссаром королевы в Северном Брабанте. Позже он отзывался об этом периоде работы, как о лучшем времени, поскольку поднял экономику Брабанта от сельскохозяйственной на уровень индустриальной.
19 мая 1959 года после выборов был отправлен в отставку Луи Бел, а его место занял де Квай. Сформировав кабинет министров он приступил к работе в должности премьер-министра Нидерландов. Эту должность де Квай занимал вплоть до мая 1963 года, когда в результате выборов его заменил Виктор Марейнен. На время его правления пришёлся конфликт с Индонезией и кабинет де Квая направил усилия на нормализацию отношения и снятия напряжения, что возникло в результате ответных мер Гааги, которая санкционировала отправку авианосца HNLMS Karel Doorman (R81) для прекращения процесса деколонизации Индонезии. Под его руководством правительство придерживалось политики введения системы оплаты труда, что была ориентированна на производственные отрасли. Заметно активизировалось профсоюзное движение, что привело к увеличению заработной платы в различных отраслях на 6 % к 1960 году. Вместе с тем, во многих секторах было принято решение сократить рабочее время за счёт введения бесплатного рабочего дня в субботу. Несмотря на это отмечалось увеличение роста экономики, что повлекло за собой нехватку рабочей силы. В 1960 году правительство санкционировало выдачу разрешения на прибытие итальянских гастарбайтеров, а позже и из Испании.
В 1966—1967 занимал посты заместителя премьер-министра и министра транспорта.
Умер 4 июля 1985 года в городе Берс, провинция Северный Брабант.